# 韋茨穆氏暗光魚
韋茨穆氏暗光鱼（学名：Maurolicus weitzmani）为輻鰭魚綱巨口魚目褶胸鱼科的其中一種。分布於大西洋區，包括美國、加拿大、古巴、安哥拉及加彭等海域，體長可達5.2公分，為深海魚類，會進行垂直性洄游。